# 쿠로야나기 테츠코
쿠로야나기 테츠코(일본어: 黒柳 徹子 구로야나기 데쓰코[*], 1933년 8월 9일~)는 일본의 여배우, MC, 수필가, 평화운동가이다. 일명 ‘토토짱’(일본어: トットちゃん 돗토찬[*]). 같은 TV프로그램(세계 신기한 발견!)에 출연하는 반도 에이지로부터는 ‘엄마’(お母さん)라고 불린다. 일본에서 가장 먼저 텔레비전 출연 한 연기자 중 한명이다.
TV프로그램 《데쓰코의 방》(徹子の部屋)의 사회자이자, 일본 최대의 베스트 셀러인 《창가의 토토》로 잘 알려져 있다. ‘양파’(玉ねぎ) 등으로 불리는 머리 모양으로도 유명하다.
이름의 유래는, 양친이 남자아이가 태어날 것으로 생각해 ‘테츠’(徹)란 이름이 붙여졌으나, 실제로 여자아이로 태어난 이유로 ‘코’(子)를 붙여 ‘테츠코’가 되었다. 저서의 제목인 유소년기의 애칭 ‘토토짱’은, 바로 이 미리 지어진 이름이었던 ‘토오루’(徹를 읽는 법의 하나)에서 따온 것이다. 한편 ‘쿠로야나기’로 서명할 때에는 ‘柳’의 다른 글자인 ‘栁’를 쓴다.

## 약력
도쿄도 미나토구 노기자카에서 태어나, 오타구 기타센소쿠에서 자랐다. 아버지는 음악가로, NHK 교향악단의 콘서트 마스터를 역임한 바이올리니스트 쿠로야나기 모리츠나(黒柳守綱, 예전 성은 다구치(田口)이며, 어머니는 수필가인 쿠로야나기 조(黒柳朝), 남동생은 바이올리니스트 쿠로야나기 노리아키(黒柳紀明), 여동생은 발레리나이며 수필가인 쿠로야나기 마리(黒柳眞理), 작은아버지로 니혼뉴스의 뉴욕지사장과 아메리카 메트로뉴스의 극동 대표를 역임한 다구치 슈지(田口修治)가 있다.
전쟁 중에는 아오모리현 산노헤군 스와노다이라에 피난해 있었다.
토모에 학원(トモエ学園)과 코란 여학교(香蘭女学校)를 거쳐, 1952년 도요 음악학교(현 도쿄 음악대학) 성악과를 졸업했다. NHK 방송극단, 분가쿠자(文学座)를 거쳐 배우로 데뷔해 일본 최초의 TV 탤런트로 TV 여명기 때부터 활약해왔다.
연예계 활동 이외에도, 특별히 국제연합 산하의 유니세프(국제연합아동기금) 친선대사로 활동하고 있는 것으로 알려져 있다. 그 밖에도 사회복지법인 '토토기금'(トット基金) 이사장, 사회복지법인 ‘아유미의 상자’(あゆみの箱) 이사, 일본펜클럽 회장, 세계자연보호기금 일본 이사, 치히로(ちひろ) 미술관 관장, 도쿄 필하모닉 오케스트라 부이사장, 일본 채플린협회 명예회장, 일본팬더보호협회 명예회장 등으로 활동하고 있다. 폴란드 정부로부터 골쟈크상을 받았다. 2006년 제54회 기쿠치 간 상을 수상했다.

## 에피소드
- 일본에서 처음으로 TV 방송에서 얼굴을 비춘 인물로 일컬어지고 있다. 본인의 이야기에 의하면, NHK의 시험방송에서 얼굴의 양을 청백색으로 나눠 칠해서 촬영을 했다고 한다. 그 모습은 사이토 유키가 주연한 영화 ‘토토 채널’(トットチャンネル, 1987년)에서도 재현되었다.
- NHK 드라마 '꿈에서 만나요'(夢であいましょう)에서 공연을 한 아츠미 키요시(渥美清)와는, 영화 '남자는 힘들어'(男はつらいよ)에서 만들어질 예정이었던 최종작의 마돈나로 선정된 일과, 생일인 8월 9일이 아츠미 키요시의 서거가 보도된 날이었던 것 등 깊은 관계를 맺고 있다. (참고로 아츠미 키요시는 1979년 1월 3일의 테츠코의 방에 게스트로 출연)
- 유명한 일본의 뉴스 진행자 쿠메 히로시(久米宏)와는 '더 베스트 텐' (TBS 계열)에서 공연한 과거가 있었던 점에서, 2004년 3월까지 방송된 쿠메 히로시가 사회자로 있는 TV 아사히 계열 뉴스 프로그램 뉴스 스테이션(ニュースステーション)에서 UNICEF 친선대사 자격으로 매년 게스트 출연을 해왔다.
- 인기 아이돌 가수 콘도 마사히코(近藤真彦)의 팬이며, 연예계에서 어머니 대신이라고 자인하고 있다.
- 개 '자이언트 팬더'의 팬으로 알려져 있음. '두근두근 동물랜드'(わくわく動物ランド, TBS 계열)에서 팬더의 특집회에 게스트 출연을 하여, 다섯 문제를 전부 정답을 맞췄다.
- '세계 신기한 발견!'(世界・ふしぎ発見!) (TBS 계열) 등의 퀴즈 프로그램의 쓰는 문제가 나올 때는, 언제나라고 해도 될 정도로, 답을 세로 쓰기로 써낸다.
- 연극 배우로서 활약하고 있으나, 해외의 희극이 많고, TV 드라마 출연은 최근 20년간 없다. '테츠코의 방'의 여주인으로, 그녀 자신의 이미지를 깨뜨리지 않기 위한 배려이다. 드문 예외로 2001년 10월 5일 방송된 《OL 비주얼 계 완결편!!》(OLヴィジュアル系  完結編!!)(TV 아사히 계열), 2007년 2월 11일 방송된 '와다 아키코 살인사건'(和田アキ子殺人事件, TBS 계열)에는 본인 역으로 출연했다.

## 주요 출연
- 얀꼬마 닌꼬마 돈꼬마(ヤン坊ニン坊トン坊, NHK, 성우, 돈꼬마 역) 공동출연한 사토미 쿄코(里見京子), 요코야마 미치요(横山道代)와 함께 아이의 목소리를 위해 성인여성이 기용된, 일본에서의 최초의 사례. 각본가인 이이자와 타다스(飯沢匡)의 제안.
- 치로린 마을과 밤나무(チロリン村とくるみの木, NHK, 1956.4~1964.3, 성우, 땅콩 삐코(ピーナッツのピー子) 역할)
- 테츠코의 방(徹子の部屋, NET → (현. TV 아사히), 1976.2 ~, 사회자)
- 히타치 제공 세계 신기한 발견!(日立 世界・ふしぎ発見!, TBS, 1986.4~ 고정 해답자)
- 와다 아키코 살인사건(和田アキ子殺人事件, TBS, 2007년 2월 12일)

## 저작
- 재크에게 사랑을 담아 (チャックより愛をこめて)
- 쿠로야나기 테츠코의 동물극장 1 (黒柳徹子の動物劇場1)
- 쿠로야나기 테츠코의 동물극장 2 (黒柳徹子の動物劇場2)
- 창가의 토토(窓ぎわのトットちゃん)
- 토토 채널 (トットチャンネル)
- 토토의 마이 프렌즈 (トットのマイフレンズ)
- 토토의 낡은 수첩 (トットの欠落帳)
- 토토짱과 토토짱들 (トットちゃんとトットちゃんたち)
- 어렸을때부터 생각해온 것 (小さいときから考えてきたこと)
- 신기한 나라의 토토짱 (不思議の国のトットちゃん)
- 테츠코와 요도가와 아저씨 인생 재미있는 대담 (徹子と淀川おじさん人生おもしろ談義) - '테츠코의 방' 중에 요도가와 나가하루(淀川長治)와의 대담을 묶은 책)
- 헌법을 바꿔서 전쟁에 나가자는 세상이 안되기 위한 18인의 발언 (憲法を変えて戦争へ行こう という世の中にしないための18人の発言) (공저)